# La banda dei ranocchi
La banda dei ranocchi (Kerokko Demetan?, けろっこデメタン) è un anime giapponese del 1973, prodotto dalla Tatsunoko Production in 39 episodi. Rappresenta una delle prime esperienze alla regia di Yoshiyuki Tomino, futuro autore di Gundam e Daitarn 3.

## Trama
Demetan è un giovane ranocchio proveniente da una famiglia povera (vive assieme ai suoi genitori, il padre fa il giocattolaio), al punto da non potersi neppure permettere di andare a scuola, e per questo è automaticamente un emarginato all'interno della comunità. Tuttavia fa amicizia con una graziosa ranocchietta, popolare e molto dolce, di famiglia ricca di nome Ranatan; questo nonostante la differenza del loro status sociale.
Ovviamente il padre della ranocchia, che è anche il sindaco del villaggio delle rane dello stagno, non si trova per nulla d'accordo riguardo al fatto che la figlia frequenti in modo così assiduo Demetan e cerca in tutti i modi di ostacolar tale relazione. Pian piano, però, la loro amicizia trascenderà tutte le difficoltà, e avrà la meglio sui pregiudizi non solo del padre di Ranatan, ma anche dell'intera comunità dello stagno in cui vivono.
Insieme i due vivranno numerose avventure, imparando molto sull'amore, sull'odio e sull'invidia. Le storie sono spesso tristi, al limite del sadismo, con Demetan che deve fare i conti con predatori naturali (il pesce gatto) o difendersi dai bulli che dominano lo stagno.

## Personaggi
- Demetan

protagonista di questa serie. Si dimostra culturalmente ignorante e a volte goffo, ma diligente per quanto riguarda il buon senso.
- Ranatan

figlia del governatore dello stagno. Una giovane e bella ranocchietta che ama trascorrere il suo tempo in compagnia di Demetan, con cui gioca e balla mentre lui suona il flauto.
- Gyata

Governatore dello stagno (vedovo). Prepotente e tiranno, che però alla fine si scopre che era stato forzato dall'avido pesce gatto
- Amataro

padre di Demetan, un artigiano fabbricante di giocattoli; è un ottimo consigliere e buona guida per il figlio. Gli ha costruito un flauto che Demetan poi porterà sempre appresso.
- Amako

madre di Demetan. Laboriosa e buona donna di casa tutta dedita ai lavori domestici.
- Ibokichi

un giovane ranocchio in costante competizione con Demetan.
- Zari

un astice al servizio del governatore dello stagno con un esercito di scarafaggi al suo seguito. Si dimostra soltanto un opportunista perché serve i potenti in base alla convenienza del momento, infatti si schiererà con il pesce gatto mettendosi contro il suo primo padrone Gyata, ma verrà divorato dal nuovo padrone alla fine.
- Pesce gatto

sempre affamato e pronto a divorare ogni cosa vivente che si venga a trovare nei pressi della grotta sottomarina in cui abita. Viene considerato come una divinità a causa del suo potere di generare elettricità.
- Golia

una grande e grossa rana con cui Demetan fa amicizia. Muore tra le braccia dell'amico dopo essere stato attaccato a sorpresa da Zari.
- Signora tartaruga

## Doppiaggio
| Personaggio    | Doppiatore originale | Doppiatore italiano                                                           |
| -------------- | -------------------- | ----------------------------------------------------------------------------- |
| Demetan        | Yuko Hisamatsu       | Gastone Pescucci                                                              |
| Ranatan        | Mari Okamoto         | Roberta Paladini                                                              |
| Ibokichi       | Hiroshi Ohtake       | Erasmo Lo Presto (1ª voce) Giovanni Petrucci (2ª voce)                        |
| Amataro        | Koichi Kitamura      | Erasmo Lo Presto (1ª voce) Carlo Allegrini (2ª voce)                          |
| Gyata          | Kousei Tomita        | Erasmo Lo Presto (1ª voce) Giovanni Petrucci (ep. 21) Diego Reggente (ep. 23) |
| Amako          | Miyoko Shoji         |                                                                               |
| Kyaru/Kyal     | Shun Yashiro         | Giovanni Petrucci (1ª voce) Roberto Del Giudice (2ª voce)                     |
| Zari           | Yasuroo Tanaka       | Erasmo Lo Presto (1ª voce) Giuseppe Fortis (2ª voce)                          |
| Professore     |                      | Leo Valeriano                                                                 |
| Ispettore      |                      | Leo Valeriano (1ª voce) Mario Milita (2ª voce)                                |
| Callisto       |                      | Leo Valeriano (1ª voce) Aldo Barberito (2ª voce)                              |
| Pesce gatto    |                      | Anna Teresa Eugeni Leo Valeriano (ep. 9)                                      |
| Elekiki        |                      | Renzo Stacchi                                                                 |
| Papà torpedine |                      | Aldo Barberito                                                                |
| Uccellino      |                      | Massimo Corizza                                                               |
| Narratore      | Haruko Kitahama      | Erasmo Lo Presto (1ª voce) Eugenio Marinelli (ep. 21) Elio Zamuto (3ª voce)   |

## Lista episodi
| Nº | Titolo italiano Giapponese 「Kanji」 - Rōmaji                                                             | In onda           | In onda |
| Nº | Titolo italiano Giapponese 「Kanji」 - Rōmaji                                                             | Giapponese        |         |
| 1  | Inizia a saltare, Demetan! 「とび出せ!デメタン」 - Tobidese ! DEMETAN                                     | 2 gennaio 1973    |         |
| 2  | Coraggio, papà! 「勇気だ!父ちゃん」 - Yuuki da ! Tou-chan                                                 | 9 gennaio 1973    |         |
| 3  | Sconfitta nella gara di salto 「負けるな三段跳び」 - Makeru na ! Sandantobi                               | 16 gennaio 1973   |         |
| 4  | Proteggi l'uovo dell'amore! 「守れ!愛のタマゴ」 - Mamore ! Ai no TAMAGO                                   | 23 gennaio 1973   |         |
| 5  | Non piangere, Demetan! 「泣くな!デメタン」 - naku na ! DEMETAN                                            | 30 gennaio 1973   |         |
| 6  | Il flauto del piccolo ranocchio 「ふたりぼっちのケロケロ笛」 - Futari bocchi no KEROKERO fue              | 6 febbraio 1973   |         |
| 7  | Odio tramutato in dedizione 「まごころに消えた憎しみ」 - Magokoro ni kieta nikushimi?                     | 13 febbraio 1973  |         |
| 8  | Arrivederci, piccolo viaggiatore 「さようなら小さな旅人」 - Sayounara chiisana tabibito                   | 20 febbraio 1973  |         |
| 9  | Foresta infernale nel lago dell'arcobaleno 「虹の池の地獄ジャングル」 - Niji no ike no jigoku JANGURU     | 27 febbraio 1973  |         |
| 10 | Amicizia al di là del mare 「友情は海の彼方に」 - Yuujou wa umi no kanata ni                              | 6 marzo 1973      |         |
| 11 | Appare un ranocchio portentoso 「秀才蛙が現われた」 - Shuusai kaeru ga arawareta                          | 13 marzo 1973     |         |
| 12 | Lo stratagemma di Gyata 「ギャ太の策略」 - GYA futoshi no sakurya ku                                      | 20 marzo 1973     |         |
| 13 | Il mondo è talmente vasto 「生きろ広い世界で」 - Ikiro hiroi sekai de                                     | 27 marzo 1973     |         |
| 14 | Un ranocchio impertinente 「わんぱく蛙がやってきた」 - Wanpaku kaeru ga yatteki ta                        | 3 aprile 1973     |         |
| 15 | Ripopoliamo il fiume 「命の川をとりもどせ」 - Inochi no kawa wo torimodose                                | 10 aprile 1973    |         |
| 16 | Il recupero delle alghe 「救え緑の命」 - Sukue midori no inochi                                           | 17 aprile 1973    |         |
| 17 | Il dio del lago dell'arcobaleno 「虹の池の魔神」 - Niji no ike no majin                                   | 24 aprile 1973    |         |
| 18 | Volare nel cielo 「飛ぶんだ大空へ」 - Tobunda oozora e                                                    | 1º maggio 1973    |         |
| 19 | Si apre! La luce della speranza 「開け!希望の灯」 - Ake kibou no akari                                    | 8 maggio 1973     |         |
| 20 | Quando le bolle di sapone vanno verso il mare 「シャボン玉は海に向う」 - SHABON dama wa umi ni mukau      | 15 maggio 1973    |         |
| 21 | Il suono malinconico del flauto dell'amicizia 「泣くな友情のケロケロ笛」 - Naku na yuujou no KEROKERO fue | 22 maggio 1973    |         |
| 22 | Demetan torna dal mare 「デメタン海からかえる」 - DEMETAN umi kara kaeru                                  | 29 maggio 1973    |         |
| 23 | Il coraggio smarrito 「捨てるな勇気」 - Suteru na yuuki                                                   | 5 giugno 1973     |         |
| 24 | Arrivederci ranocchio 「ヘソ蛙君さようなら」 - Heso kaeru-kun sayounara                                   | 12 giugno 1973    |         |
| 25 | Non spegnere la fiamma della vita 「消すな命の炎」 - Kesu na inochi no honoo                              | 19 giugno 1973    |         |
| 26 | Il ranocchio smarrito 「負けるなやせ蛙」 - Makeru na yase kaeru                                           | 26 giugno 1973    |         |
| 27 | Il poderoso pescegatto 「ナマズ入道大暴れ」 - NAMAZU nyuudou dai abare                                    | 3 luglio 1973     |         |
| 28 | Che melodia! Il dolce suono del flauto 「ひびけ!愛のケロケロ笛」 - Hibike ! Ai no KEROKERO fue            | 10 luglio 1973    |         |
| 29 | Rischiare per l'amicizia 「わたせ友情のかけ橋」 - Watase yuujou no kakehashi                              | 17 luglio 1973    |         |
| 30 | Arrivederci, piccolo Geronimo! 「さよならカニッ子たち」 - Sayonara KANIKKO-tachi                          | 24 luglio 1973    |         |
| 31 | Non cedete alle fiamme 「炎に負けるな」 - En ni makeru na                                                 | 31 luglio 1973    |         |
| 32 | Il re dello stagno 「小さな池の王様」 - Chiisana ike no ousama                                            | 7 agosto 1973     |         |
| 33 | Lo stagno si sta prosciugando 「虹の池がかわく時」 - Niji no ike ga kawaku toki                           | 14 agosto 1973    |         |
| 34 | Metticela tutta, Demetan 「頑張れデメタン」 - Ganbare DEMETAN                                             | 21 agosto 1973    |         |
| 35 | Demetan combattente 「戦えデメタン」 - Tatakae ! DEMETAN                                                  | 28 agosto 1973    |         |
| 36 | Il pescegatto non può essere sconfitto 「ナマズ入道に負けるな」 - NAMAZU nyuudou ni makeru na             | 4 settembre 1973  |         |
| 37 | La foresta è un inferno terribile 「恐怖の地獄ジャングル」 - Kyoufu no jigoku JANGURU                     | 11 settembre 1973 |         |
| 38 | Attacco al pescegatto 「ナマズ入道をやっつけろ」 - NAMAZU nyuudou wo yattsukero                           | 18 settembre 1973 |         |
| 39 | Melodia di pace 「ひびけ平和のケロケロ笛」 - Hibike heiwa no KEROKERO fue                                 | 25 settembre 1973 |         |

## Sigla
La sigla è stata incisa dal gruppo Le Mele Verdi nel 1980 sul singolo La banda dei ranocchi/Ippo Tommaso.